# 1-デシン
1-デシン（英: 1-Decyne）は、直鎖状の構造の末端に三重結合を有するアルキンの一種。化学式はC10H18。日本の消防法では危険物第4類 第二石油類に区分される

## 大豆油
大豆油には「戻り臭」と呼ばれる、青臭さや豆臭さを感じさせる独特のオフフレーバーが生じることがある。大豆油から分離した戻り臭の成分を分析したところ71種の化合物を同定したが、その中に三重結合を持つ1-デシンが検出された。これはオレイン酸の自動酸化により生じると考えられている。